# (466651) 2014 WY67
(466651) 2014 WY67 es un asteroide perteneciente al cinturón de asteroides, descubierto el 12 de enero de 1996 por el equipo Spacewatch desde el Observatorio Nacional de Kitt Peak (Arizona, Estados Unidos).